# Norbert Hanel
Norbert Hanel (* 1958 in Langenfeld (Rheinland)) ist ein deutscher Provinzialrömischer Archäologe.

## Leben
Hanel absolvierte von 1977 bis 1987 ein Studium der Provinzialrömischen Archäologie, der Alten Geschichte, Ur- und Frühgeschichte und der Klassischen Archäologie an den Universitäten Köln und Freiburg. 1987 wurde er in Freiburg bei Hans Ulrich Nuber mit dem Thema „Vetera I. Die Funde aus den römischen Lagern auf dem Fürstenberg bei Xanten“ promoviert. Im Jahr 1988 arbeitete er als wissenschaftliche Hilfskraft an der Außenstelle Lissabon der Abteilung Madrid des Deutschen Archäologischen Instituts. Anschließend erhielt er 1988/89 das Reisestipendium der Römisch-Germanischen Kommission des Deutschen Archäologischen Instituts.
1990 bis 1995 war er Wissenschaftlicher Angestellter beim Landesamt für Denkmalpflege Hessen, Archäologische und Paläontologische Denkmalpflege, in der Außenstelle Darmstadt, wo er sich mit der Erforschung des römischen Groß-Gerau befasste. 1995 bis 2006 führte Norbert Hanel Untersuchungen zum Flottenstützpunkt Köln-Marienburg (Alteburg) der Classis Germanica als wissenschaftlicher Mitarbeiter am Römisch-Germanischen Museum der Stadt Köln und am Archäologischen Institut, Archäologie der römischen Provinzen, der Universität zu Köln durch. Er ist seit 2003 Gastdozent an der Ruhr-Universität Bochum. Im Wintersemester 2008/09 vertrat er die Professur für Provinzialrömische Archäologie an der Universität Freiburg. Anschließend arbeitete er von 2009 bis 2014 am Projekt „Corpus der römischen Bleibarren“ der Kommission für Alte Geschichte und Epigraphik des Deutschen Archäologischen Instituts mit. In den Jahren 2009 bis 2010 und 2012 bis 2013 führte er gemeinsam mit Baoquan Song luftbildarchäologische Prospektionen in Vetera durch. Im Sommersemester 2015 und Wintersemester 2015/2016 vertrat er die Professur für Provinzialrömische Archäologie an der Universität zu Köln. In den Jahren 2016 bis 2018 war er wissenschaftlicher Mitarbeiter an der Universität zu Köln im Rahmen des DFG-Projektes „Die Antikensammling der Grafen von Manderscheid-Blankenheim. Eine der größten Sammlungen römischer Antiken im Rheinland der Frühen Neuzeit“. Seit 2018 ist er wissenschaftlicher Mitarbeiter an der Ruhr-Universität Bochum im Rahmen eines weiteren DFG-Projektes zu dem Thema „Der Iglesiente – eine Montanlandschaft im Zentrum der antiken Mittelmeerwelt“. In Bochum stehen montanarchäologische und archäometallurgische Forschungen römischer Zeitstellung im Vordergrund.

## Schriften (Auswahl)
- Vetera I. Die Funde aus den römischen Lagern auf dem Fürstenberg bei Xanten. Mit einem Beitrag von Thilo Rehren (= Rheinische Ausgrabungen. Band 35). Rheinland-Verlag, Köln 1995, ISBN 3-7927-1248-2.
- mit Caty Schucany (Hrsg.): Colonia – municipium – vicus. Struktur und Entwicklung städtischer Siedlungen in Noricum, Rätien und Obergermanien. Beiträge der Arbeitsgemeinschaft „Römische Archäologie“ bei der Tagung des West- und Süddeutschen Verbandes der Altertumsforschung in Wien 21.–23.5. 1997 (= British Archaeological Report, International Series. Nr. 783). Archaeopress, Oxford 1999, ISBN 1-84171-003-2.
- mit Martin Frey (Hrsg.): Archäologie – Naturwissenschaften – Umwelt. Beiträge der Arbeitsgemeinschaft „Römische Archäologie“ auf dem 3. Deutschen Archäologenkongreß in Heidelberg 25.5. – 30.5.1999 (= British Archaeological Report, International Series. Nr. 929). Archaeopress, Oxford 2001, ISBN 1-84171-223-X
- mit Ángel Morillo Cerdán und Esperanza Martín Hernández (Hrsg.): Limes XX. XX Congreso Internacional de Estudios sobre la Frontera Romana / XXth International Congress of Roman Frontier Studies, León (España), 9. 2006. Anejos de Gladius 13,1-3. Ediciones Polifemo, Madrid 2009, ISBN 978-84-96813-25-0.
- Groß-Gerau II. Die reliefverzierte Terra Sigillata der Ausgrabungen 1989–1992 im römischen Vicus von Groß-Gerau „Auf Esch“ (= Frankfurter Archäologische Schriften. Band 12). Habelt, Bonn 2010, ISBN 978-3-7749-3639-3.
- Archaeology of Germania Inferior: Urbanization. In: Simon James, Stefan Krmnicek (Hrsg.): The Oxford Handbook of the Archaeology of Roman Germany. Oxford University Press, Oxford 2020, ISBN 978-0-19-966573-0, S. 92–115.
- mit Peter Noelke und Peter Pauly: Die Antiken der Grafen von Manderscheid-Blankenheim. Kontext, Schicksal und Kommentierung einer rheinischen Sammlung der Zeit des Humanismus (= Bonner Jahrbücher Beiheft 60). wbg Philipp von Zabern, Darmstadt 2021, ISBN 978-3-8053-5314-4